# Brandenburg (Kentucky)
Brandenburg és una població dels Estats Units a l'estat de Kentucky. Segons el cens del 2000 tenia 2.049 habitants.

## Demografia
Segons el cens del 2000, Brandenburg tenia 2.049 habitants, 844 habitatges, i 535 famílies. La densitat de població era de 199,8 habitants/km².
Dels 844 habitatges en un 33,6% hi vivien nens de menys de 18 anys, en un 43,4% hi vivien parelles casades, en un 15,6% dones solteres, i en un 36,5% no eren unitats familiars. En el 32,1% dels habitatges hi vivien persones soles el 12,9% de les quals corresponia a persones de 65 anys o més que vivien soles. El nombre mitjà de persones vivint en cada habitatge era de 2,32 i el nombre mitjà de persones que vivien en cada família era de 2,92.
Per edats la població es repartia de la següent manera: un 26,2% tenia menys de 18 anys, un 9,6% entre 18 i 24, un 28,6% entre 25 i 44, un 20% de 45 a 60 i un 15,6% 65 anys o més.
L'edat mediana era de 36 anys. Per cada 100 dones de 18 o més anys hi havia 82,7 homes.
La renda mediana per habitatge era de 36.351 $ i la renda mediana per família de 42.950 $. Els homes tenien una renda mediana de 30.565 $ mentre que les dones 21.143 $. La renda per capita de la població era de 17.863 $. Entorn del 14,4% de les famílies i el 15,4% de la població estaven per davall del llindar de pobresa.

## Poblacions més properes
El següent diagrama mostra les poblacions més properes.